# Llesca

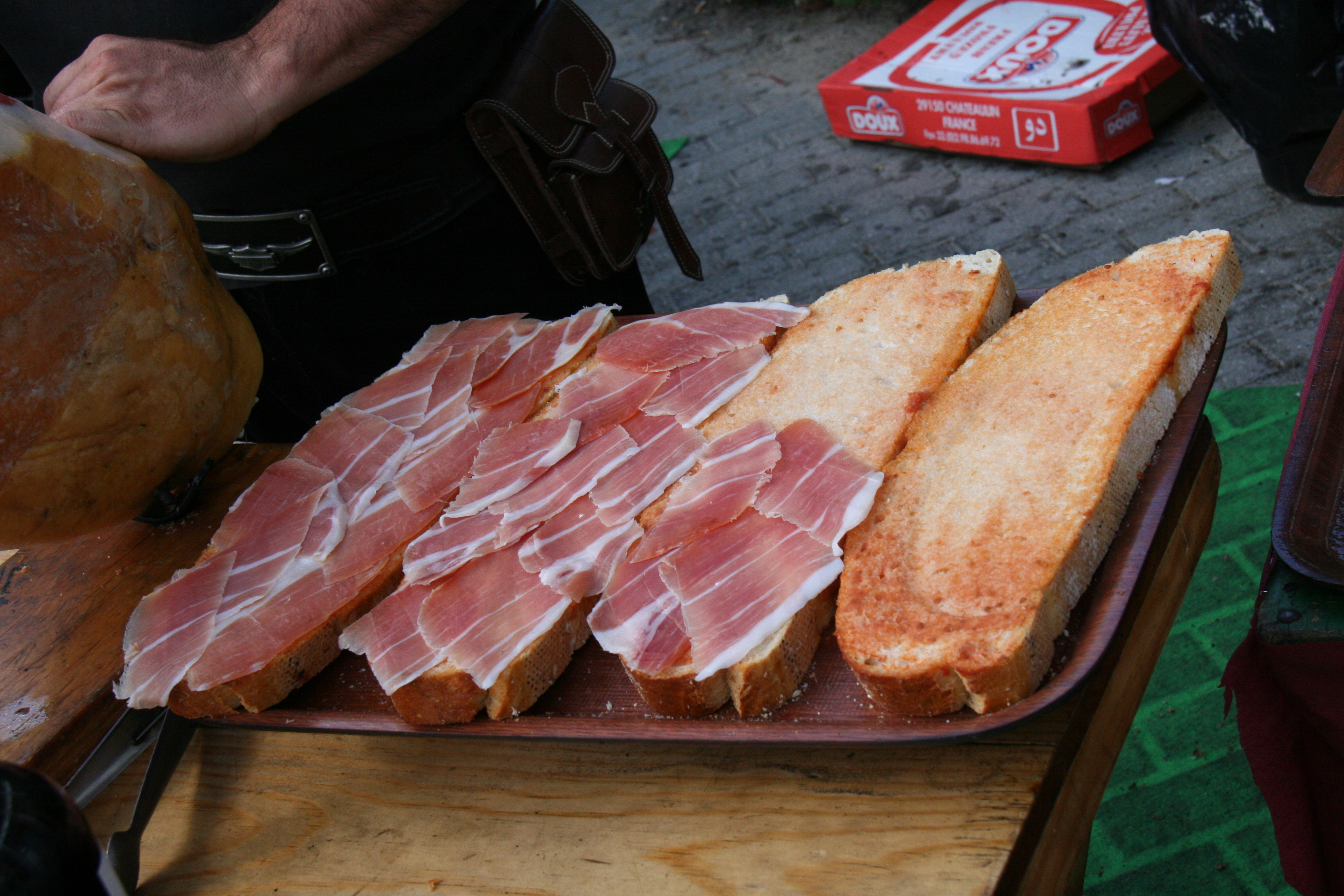
Torrades de pa amb tomàquet.

La llesca (o sandvitx obert, o també tartine) és un tipus de sandvitx que té un dels seus extrems obert, és a dir, s'elabora només amb una llesca de pa en lloc de les dues (o més) que s'empren en els sandvitxos tancats. El contingut d'aquest sandvitx sol posar-se apilat a la part superior. El pa emprat acostuma a tenir més consistència perquè pugui ser manipulat. Existeixen moltes variants de torrades al llarg de les gastronomies del món, amb molts ingredients. En la majoria dels casos es tracta d'una barreja d'un element carni amb alguna verdura (fresca o adobada). Poden elaborar-se dolces o salades.

## Variants
En alguns països del nord d'Europa les torrades són considerades elements típics de l'esmorzar. A la cuina espanyola hi ha el montadito andalús i algunes receptes com el pa amb tomàquet català. És fàcil veure als bars espanyols tapes consistents en torrades diminutes.
Els entrepans oberts més coneguts internacionalment són els escandinaus (danès: smørrebrød, noruec: smørbrød, suec: smörgås) que consisteixen en una peça de pa, sovint de sègol (danès: rugbrød, suec: rågbröd), que es cobreixen amb embotits diversos, gambes, salmó fumat, caviar, ou dur, cansalada, arengada, bacallà en salaó, paté de fetge (danès: leverpostej, noruec: leverpostei, suec: leverpastej) i petites mandonguilless.